# Bilinguaceae
Famille
Les Bilinguaceae sont une famille d'algues de l'embranchement des Bacillariophyta (Diatomées), de la classe des Mediophyceae et de l’ordre des Bilinguales .

## Étymologie
Le nom de la famille vient du genre type Bilingua, composé du préfixe bi-, deux, et du suffixe -lingua, langue, en référence aux « valves bipolaires » de ce genre ; en effet Gersonde et Harwood décrivent ainsi deux espèces de diatomées fossiles : « La plupart des taxons ont un plan de valve circulaire. Seules deux espèces, Bilingua rossii et Kerkis bispinosa, sont caractérisées par des valves bipolaires ».

## Description
Le genre Bilingua a des valves à symétrie bipolaire. Face valvaire et manteau ont une couche siliceuse de stries ponctuées. Les pôles et le centre sont centre marqués par des élévations ; l'élévation centrale est ornée de costa et l'anneau central de structures en forme de fente à orientation radiale (processus dit « haplo-scissuré »). Face valvulaire et manteau valvulaire sont séparés par une crête marginale.

## Distribution
Le Bilingua est un genre fossile découvert dans des sondages effectués au fond de la mer de Weddell (océan Antarctique), dans des dépôts de l'étage Crétacé inférieur.

## Liste des genres
Selon AlgaeBase (3 août 2022) :
- Bilingua R.Gersonde & D.M.Harwood, 1990 †

## Systématique
Le nom correct complet (avec auteur) de ce taxon est Bilinguaceae Nikolaev & Harwood.